# سوسک برگ
سوسک برگ  (به انگلیسی: Leaf beetle) تیره‌ای از بالاخانواده  برگ‌خوارواران می‌باشند.

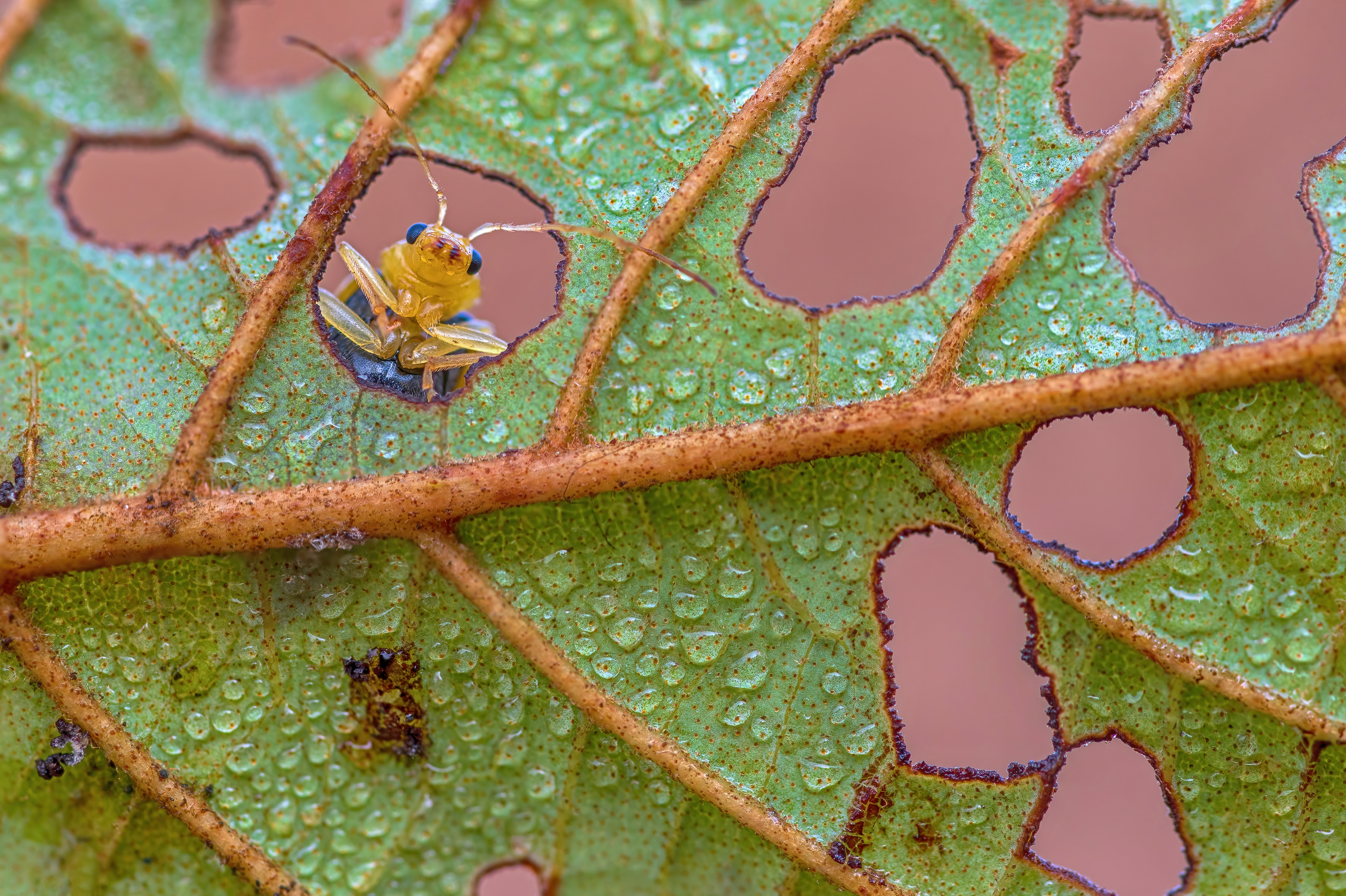
گونه‌ای از سوسک برگ

در این تیره یا خانواده، گونه‌ای به نام سوسک لاک‌پشتی طلایی  با نام علمی Charidotella sexpunctata وجود دارد که می‌تواند در هنگام رابطه جنسی، رنگش را کاملاً تغییر دهد.